# الحمراء (وادي الصفراء)
الحمراء قرية من قرى وادي الصفراء، تقع غرب المدينة المنورة في السعودية. وهي من ديار قبيلة الحوازم من حرب

## التاريخ
من خيوف وادي الصفراء، كان بها عين جارية.